# Antu
Antu era a deusa suméria da terra. Era filha de Ansar e de Quisar e esposa de Anu, com que gerou os Anunáqui e os Utucu. Antu também era conhecida como a famosa Ninursague. Ela era uma característica dominante do festival babilônico dos aquite até 200 a.C., já que sua preeminência posterior possivelmente é atribuível à identificação com a deusa grega Hera. Antu foi substituída por Istar (ou Inana) que também pode ser sua filha. Ela é parecida com a deusa semita Anate.